# Andrew Huxley
Andrew Fielding Huxley (Hampstead (Londen), 22 november 1917 – Grantchester, 30 mei 2012) was een Engels fysioloog en biofysicus. Hij won in 1963 samen met Alan Lloyd Hodgkin de Nobelprijs voor de Fysiologie of Geneeskunde voor hun onderzoek naar het actiepotentiaal van zenuwen.

## Biografie
Huxley werd geboren in Hampstead, Noord-Londen, als zoon van de auteur Leonard Huxley (1860-1933) en diens tweede echtgenote Rosalind Bruce. Hij had drie halfbroers, een halfzus en een oudere broer, David. Na de Westminster School studeerde hij aan het Trinity College in Cambridge. Aanvankelijk studeerde hij natuurwetenschappen, maar hij schakelde over naar fysiologie in zijn laatste studiejaar. In 1938 behaalde hij er zijn bachelor en in 1941 zijn mastergraad.
Huxleys samenwerking met Hodgkin op het gebied van zenuwimpulsen begon in 1939, toen Hodgkin terugkeerde uit de Verenigde Staten en Huxley een van zijn postdoc-studenten werd. Hun onderzoek werd nog voordat deze gestart was onderbroken door het uitbreken van de Tweede Wereldoorlog. In de oorlogsjaren, toen het onderwijs in Londen vanwege de luchtaanvallen werd gestaakt, was hij wetenschappelijk officier bij het Air Ministery and Ministery of Aircraft Production. Vanaf 1946 werd aan de Cambridge-universiteit het onderzoek hervat.
Hodgkin en Huxleys onderzoek droeg bij aan de wetenschap die het vermogen van het centraal zenuwstelsel in het besturen van een organisme in kaart brengt. Voor hun onderzoek maakten ze gebruik van de reuzenzenuwvezels (axonen) van de pijlinktvis Loligo pealeii omdat die wel een millimeter dik kunnen zijn. Aan de hand hiervan postuleerden ze de oorspronkelijke hypothese van het ionkanaal, die later bewezen werd. In 1952 publiceerden ze hun bevindingen over hoe de actiepotentiaal zich in een zenuw zich voortplant. Hun theorie was dat dit gebeurt door een instroom van natriumionen en een uitstroom van kaliumionen in de zenuwuitloper. Het door hun gehypothetiseerde ionkanaal werd pas decennia later ontdekt. Later was Huxley hoogleraar fysiologie in Londen (1969-1983) en Cambridge (1984-1990).
Huxley werd in 1955 verkozen tot Fellow of the Royal Society, waarvan hij in 1973 de Copley Medal ontving. Van 1980 tot 1984 was hij voorzitter van de Royal Society. Hij werd in 1974 geridderd en kreeg in 1983 de Order of Merit.

## Familie
Huxley is een kleinzoon van Darwin's Bulldog Thomas Huxley en halfbroer van schrijver Aldous Huxley en bioloog Julian Huxley. Hij trouwde in 1947 met Richenda Pease, die in 2003 overleed. Zij kregen een zoon, Stewart, en vijf dochters, Janet, Camilla, Eleanor, Henrietta en Clare.
- CiNii: DA01616681
- Gemeinsame Normdatei: 1019587180
- International Standard Name Identifier: 0000 0000 7229 8214
- Library of Congress Control Number: n80127706
- Nationale Bibliotheek van Tsjechië: xx0104654
- Nederlandse Thesaurus van Auteursnamen: 133713547
- Système universitaire de documentation: 081947224
- Virtual International Authority File: 101601990
- WorldCat: E39PBJw8YX7jg8FfrTJwbjYVmd

1901: Behring · 
1902: Ross · 
1903: Finsen · 
1904: Pavlov · 
1905: Koch · 
1906: Golgi, Ramón y Cajal · 
1907: Laveran · 
1908: Mechnikov, Ehrlich · 
1909: Kocher · 
1910: Kossel · 
1911: Gullstrand · 
1912: Carrel · 
1913: Richet ·
1914: Bárány · 
1919: Bordet · 
1920: Krogh · 
1922: Hill, Meyerhof · 
1923: Banting, Macleod · 
1924: Einthoven ·
1926: Fibiger · 
1927: Wagner-Jauregg · 
1928: Nicolle · 
1929: Eijkman, Hopkins · 
1930: Landsteiner · 
1931: Warburg · 
1932: Sherrington, Adrian · 
1933: Morgan · 
1934: Whipple, Minot, Murphy · 
1935: Spemann · 
1936: Dale, Loewi · 
1937: Szent-Györgyi · 
1938: Heymans · 
1939: Domagk · 
1943: Dam, Doisy · 
1944: Erlanger, Gasser · 
1945: Fleming, Chain, Florey · 
1946: Muller · 
1947: C. Cori, G. Cori, Houssay · 
1948: Müller · 
1949: Hess, Moniz · 
1950: Kendall, Reichstein, Hench · 
1951: Theiler · 
1952: Waksman · 
1953: Krebs,Lipmann ·
1954: Enders, Weller, Robbins · 
1955: Theorell · 
1956: Cournand, Forssmann, Richards · 
1957: Bovet · 
1958: Beadle, Tatum, Lederberg · 
1959: Ochoa, Kornberg · 
1960: Burnet, Medawar · 
1961: Békésy · 
1962: Crick, Watson, Wilkins · 
1963: Eccles, Hodgkin, Huxley · 
1964: Bloch, Lynen · 
1965: Jacob, Lwoff, Monod · 
1966: Rous, Huggins · 
1967: Granit, Hartline, Wald · 
1968: Holley, Khorana, Nirenberg · 
1969: Delbrück, Hershey, Luria · 
1970: Katz, Euler, Axelrod · 
1971: Sutherland · 
1972: Edelman, Porter · 
1973: Frisch, Lorenz, Tinbergen · 
1974: Claude, De Duve, Palade · 
1975: Baltimore, Dulbecco, Temin ·
1976: Blumberg, Gajdusek · 
1977: Guillemin, Schally, Yalow · 
1978: Arber, Nathans, Smith · 
1979: Cormack, Hounsfield · 
1980: Benacerraf, Dausset, Snell · 
1981: Sperry, Hubel, Wiesel · 
1982: Bergström, Samuelsson, Vane · 
1983: McClintock · 
1984: Jerne, Köhler, Milstein · 
1985: Brown, Goldstein · 
1986: Cohen, Levi-Montalcini · 
1987: Tonegawa · 
1988: Black, Elion, Hitchings · 
1989: Bishop, Varmus · 
1990: Murray, Thomas · 
1991: Neher, Sakmann · 
1992: Fischer, Krebs · 
1993: Roberts, Sharp · 
1994: Gilman, Rodbell · 
1995: Lewis, Nüsslein-Volhard, Wieschaus · 
1996: Doherty, Zinkernagel · 
1997: Prusiner · 
1998: Furchgott, Ignarro, Murad · 
1999: Blobel · 
2000: Carlsson, Greengard, Kandel ·
2001: Hartwell, Hunt, Nurse · 
2002: Brenner, Horvitz, Sulston · 
2003: Lauterbur, Mansfield · 
2004: Axel, Buck · 
2005: Marshall, Warren ·
2006: Fire, Mello ·
2007: Capecchi, Smithies, Evans ·
2008: Zur Hausen, Barré–Sinoussi, Montagnier ·
2009: Blackburn, Greider, Szostak ·
2010: Edwards ·
2011: Beutler, Hoffmann, Steinman ·
2012: Gurdon, Yamanaka ·
2013: Rothman, Schekman, Südhof ·
2014: O'Keefe, Moser, Moser ·
2015: Campbell, Omura, Tu ·
2016: Osumi ·
2017: Hall, Rosbash, Young ·
2018: Allison, Honjo ·
2019: Kaelin, Ratcliffe, Semenza ·
2020: Alter, Houghton, Rice ·
2021: Julius, Patapoutian ·
2022: Pääbo ·
2023: Karikó, Weissman ·
2024: Ambros, Ruvkun